# Пролетарский парк культуры и отдыха
Пролетарский парк культуры и отдыха — парк Тулы, имеет статус памятника природы местного значения.

## История
Пролетарский парк культуры и отдыха создан Решением Тульского городского Совета народных депутатов № 27-854 от 25 декабря 1978 года на базе существующих березовых посадок конца 1950-х годов для проведения культурно — досуговых мероприятий и организации активного отдыха населения на свежем воздухе. Площадь парка 34,1 га. Преобладающая растительность — береза, есть липа, клен, тополь.
В течение года на территории парка для посетителей организуются культурно-массовые мероприятия. На территории парка расположена база проката лыж, игровой зал настольного тенниса, детская игровая площадка. В весенне-летний сезон для посетителей парка открыта «Летняя читальня», работает аттракцион батут «Кот». Для любителей физической культуры подготовлена тропа здоровья. В августе 2022 года на территории парка был открыт веревочный городок из 7 маршрутов, которые разделены на два уровня сложности.

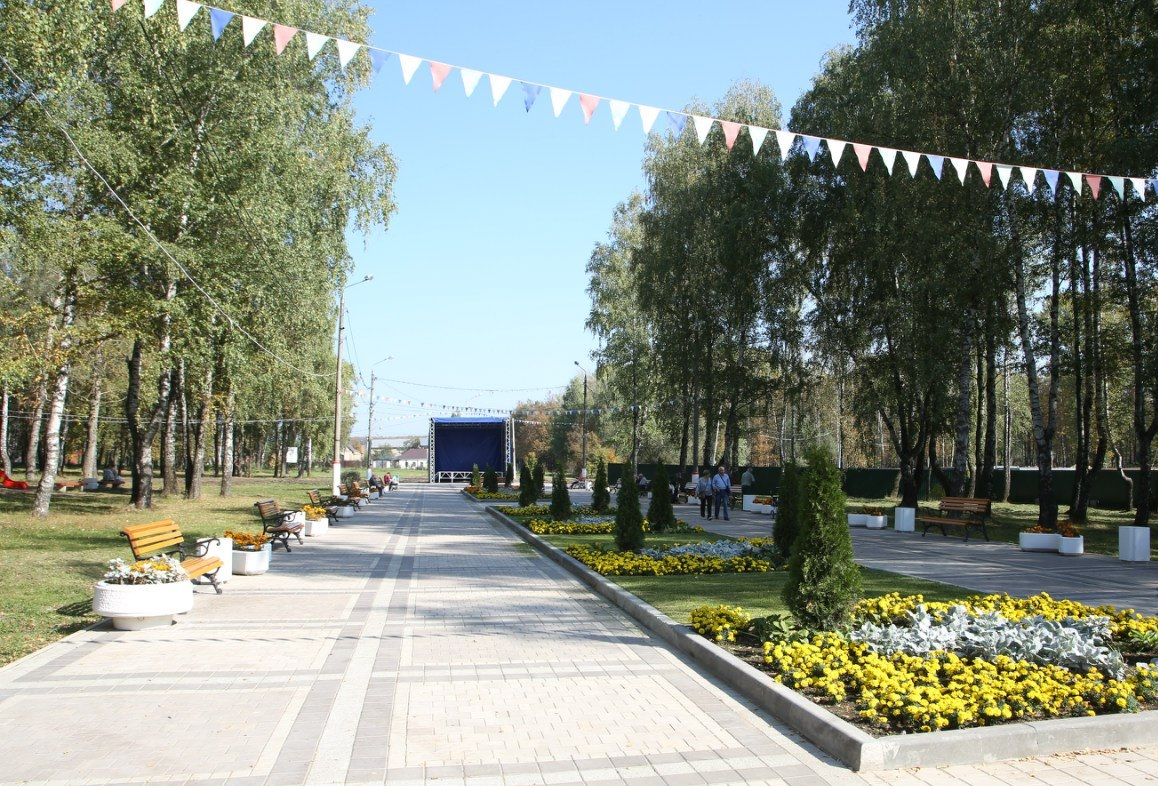
Центральная аллея
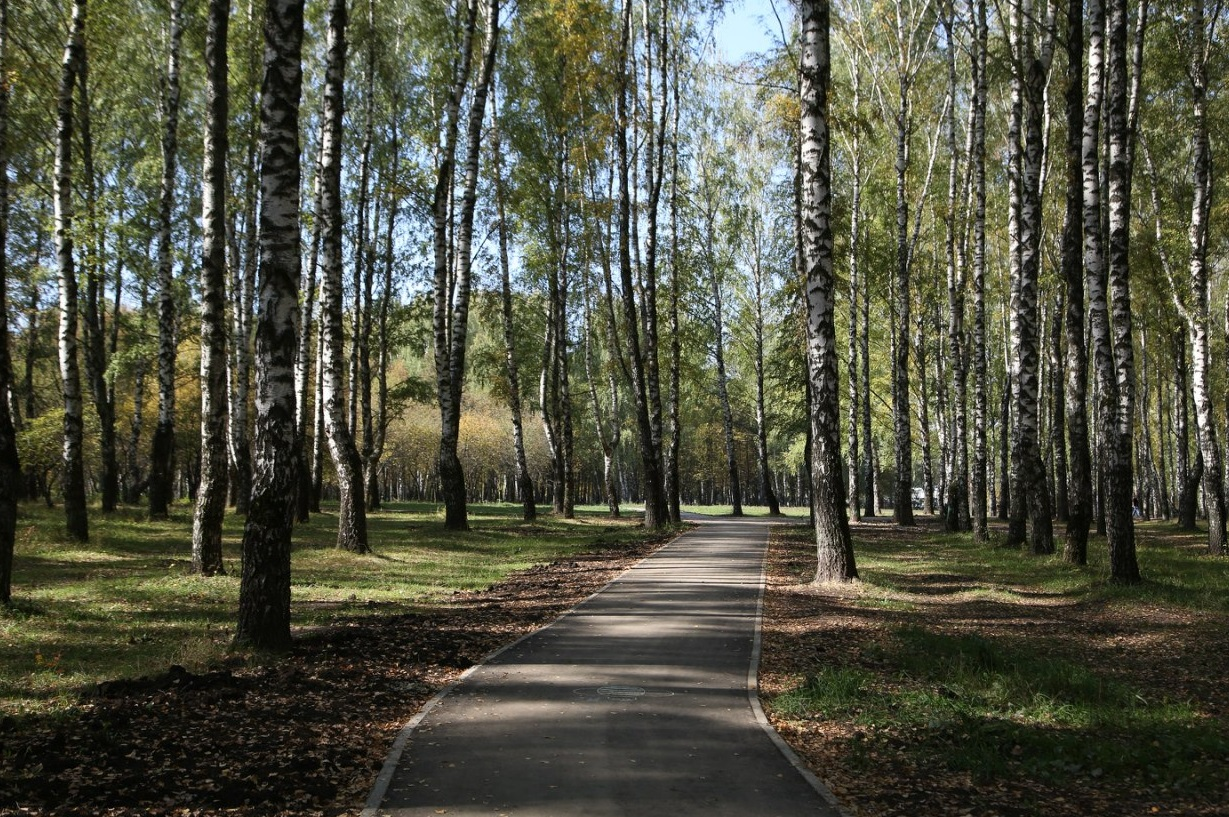
Аллея в берёзовой роще